# Кастелана Сикула
Кастела̀на Сѝкула (на италиански: Castellana Sicula, на сицилиански Castiddana Sicula, Кастидана Сикула) е малко градче и община в Южна Италия, провинция Палермо, автономен регион и остров Сицилия. Разположено е на 765 m надморска височина. Населението на общината е 3612 души (към 2010 г.).